# Juozas Imbrasas
Juozas Imbrasas (født 8. januar 1941) er en litauisk politiker. Han var borgmester i Vilnius fra juni 1999 til april 2000 og igen fra 16. april 2007 til 11. februar 2009. Han er medlem af partiet Orden og retfærdighed.
I 2007 var han i sin egenskab af borgmester medvirkende til at aflyse en demonstration for rettigheder til homoseksuelle.